# 야마다 카나미
야마다 가나미(일본어: 山田 佳奈実, 2000년 5월 5일~)는 일본의 여배우 , 모델이며,  일본 뮤직 엔터테인먼트 소속으로 활동 중이다.